# Bloomfield Township (Logan County, Ohio)
Bloomfield Township is een van de 17 townships van Logan County in de Amerikaanse staat Ohio. Volgens de volkstelling van 2000 telde het 419 inwoners.

## Geografie
Bloomfield ligt in het westen van Logan County. Het grenst aan de volgende plaatsen:
- Stokes Township (noord)
- Washington Township (oost)
- Pleasant Township (zuid)
- Shelby County (zuidwest, Shelby County)
- Jackson Township (west, Shelby County)

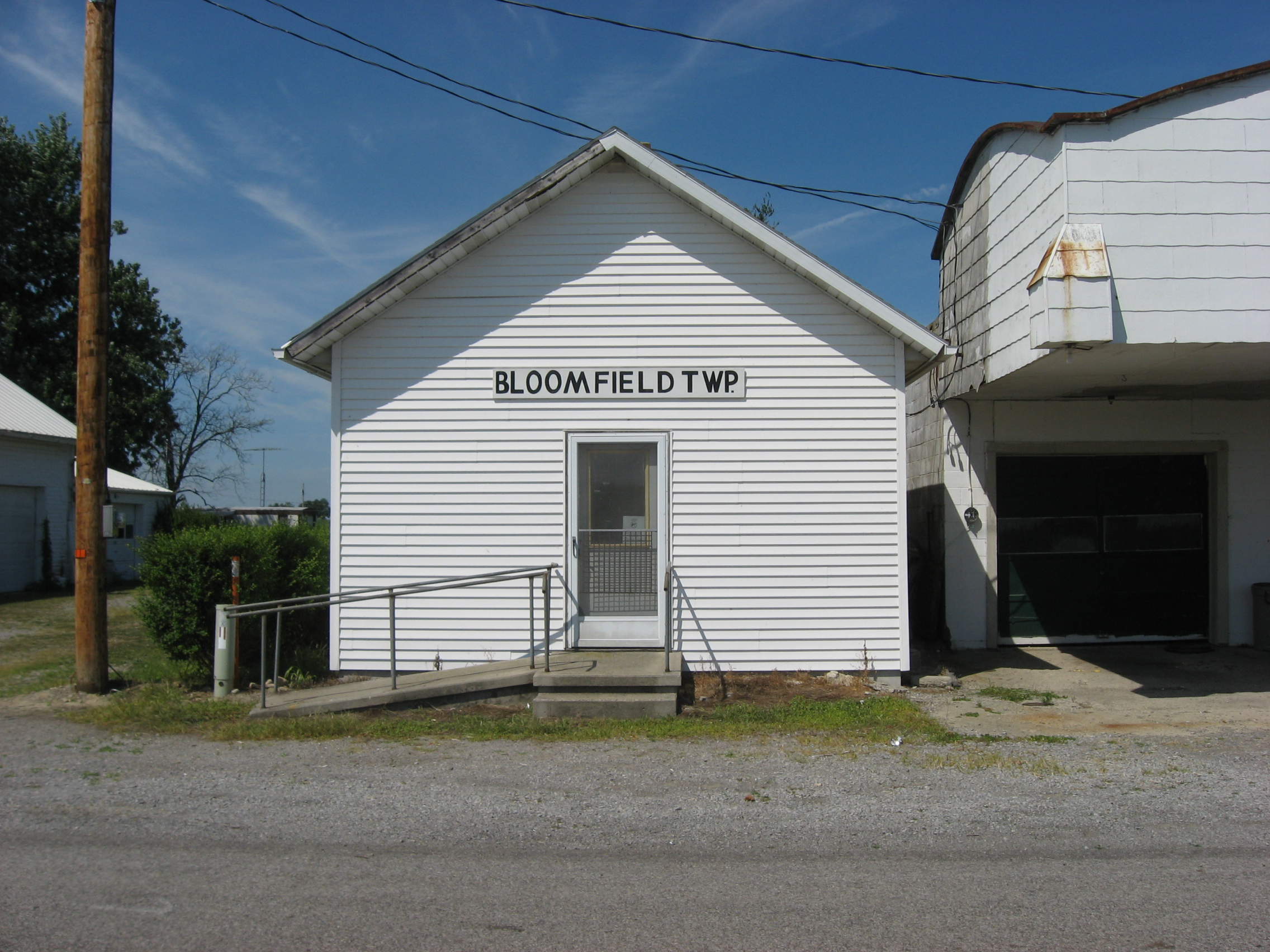
Gemeentehuis van Bloomfield Township